# Mölnlycke
 Denne artikel omhandler byen. For virksomheden, se Mölnlycke AB.
Mölnlycke er et byområde og hovedby i Härryda kommun i Västra Götalands län i Sverige samt kyrkby i Råda socken. Et mindre antal husstande ligger dog i Mölndals og Partille kommuner.
Byen ligger omkring 10 kilometer sydøst for det centrale Göteborg. Størstedelen af bebyggelsen består af villaer, rækkehuse og kædehuse. Trods den tætte bebyggelse har Mölnlycke mange grønne områder, blandt andet Rådasjöns naturreservat og Finnsjöns friluftsområde. Gennem centrum løber Mölndalsån på sin vej fra Landvettersjön (Gröen) til Rådasjön.

## Historie
Bebyggelsen Mölnlycke blev lavet som boliger til arbejderne på Mölnlycke-fabrikkerne, senere Mölnlycke AB. Fabrikkerne blev grundlagt i 1849 af den fra Sachsen indvandrede Gustav Ferdinand Hennig. I mange år blev virksomheden ledet af Hennigs svigersøn Bruno Wendel. Mölnlycke fremstillede forskellige typer af tekstiler og tekstilprodukter helt frem til slutningen af 1990'erne. Det gamle fabriksområde er nu renoveret og blevet til lokaler for flere forskellige firmaer. Den slotslignende hvide trævilla som Wendel opførte nord for fabrikkerne som bolig til sig selv har siden 1908 huset Wendelsbergs Folkehøjskole.
Navnet Mölnlycke blev første gang nævnt i de skriftlige kilder fra 1609 i formen Molnelyckie, i 1675 Möllnelycke og i 1825 Mölnlycka. Betydningen af forleddene Möln- er den samme som i Mölndal, af mölna "mølle" samt efterleddene -lycke som i lykke, "indhegnet område".
Et vigtigt erhverv i Mölnlycke fra slutningen af 1800-tallet og langt ind i 1900-tallet var planteskoler hvor blomster, frugt og grøntsager blev dyrket til salg i Göteborg. Den dyrkede jord fandtes mange steder i Mölnlycke og omegn, blandt andet på Råda säteri og Pixbo herregård samt meget tæt på centrum.

## Bebyggelsen
Mölnlyckes centrum lå oprindeligt ved byens gamle jernbanestation, syd for Massetjärn, men blev i løbet af 1900-tallet flyttet til sin nuværende beliggenhed mellem Rådasjön og Massetjärn. I løbet af 2000'erne har det gennemgået en kraftig forandring som har givet det en bylignende kerne. Jernbanestationen blev i 2003 flyttet og ligger nu sammen med byens busterminal under navnet Mölnlycke resecentrum.
Øst henholdsvis sydøst for Mölnlycke ligger Nya Långenäs og Benareby som regnes som små byområder, men i praksis hører til Mölnlycke eftersom de ikke har egne servicefunktioner. Pixbo, som ligger sydvest for centrum, er vokset sammen med Mölnlycke byområde men har eget postnummer. Lahall er et småhusområde syd for Mölnlycke.
I det nordlige Mölnlycke, i direkte tilslutning til riksväg 27/40, ligger Mölnlycke erhvervspark og Solstens industriområde.
I Mölnlycke ligger Härryda kommuns gymnasium, Hulebäcksgymnasiet, indviet i 1995. Skolen er bygget i og rundt om den tidligere Hulebäcksfabriken, som har været væveri, møbelfabrik og mekanisk værksted. Hulebäcksfabriken var oprindeligt ejet og drevet af Mölnlycke-fabrikkerne, men fik siden andre ejere.

### Indbyggertal og areal fordelt på kommuner
| Kommune         | Indbyggertal | Areal              | Befolkningstæthed       |
| --------------- | ------------ | ------------------ | ----------------------- |
| Total           | 18392 (2020) | 1159 hektar (2018) | 15,869 indb. pr. hektar |
| Härryda kommun  | 17931 (2019) | 1118 hektar (2018) | 16,038 indb. pr. hektar |
| Mölndals kommun | 132 (2019)   | 22 hektar (2018)   | 6 indb. pr. hektar      |
| Partille kommun | 276 (2019)   | 19 hektar (2018)   | 14,526 indb. pr. hektar |

## Kultur
Mölnlycke kulturhus, indviet i 1990, har en scene som bruges til koncerter og teatergæstespil samt som biograf. På Wendelsbergs Teater och Skolscen, som drives af Wendelsbergs Folkehøjskole, spilles forestillinger med skolens egne elever.
I byens musikliv mærkes blandt andet Mölnlycke musikselskabs blæse- og strengeorkester samt Mölnlycke storband, som alle har været aktive i flere årtier.
Kulturhistorisk værdifulde bygninger og miljøer i Mölnlycke er Råda kyrka, Råda säteri og Långenäs.

## Idræt
I Mölnlycke findes blandt andet idrætsforeningerne Mölnlycke IF (fodbold), Sjövalla Frisksportklubb (orientering, fodbold, gymnastik m.v)., Pixbo Tennis, Pixbo Gymnastikförening, Råda BMK (badminton) og Pixbo Wallenstam IBK (floorball). Ved Råda säteri ligger Råda Ridklubb. På Wendelsbergs Folkehøjskole er der tidligere blevet arrangeret årlige turneringer i handicapidrætten goalball.

## Kendte bysbørn
- Stefan Elmgren (født 1975), guitarist